# Венцене, Вида Станиславовна
Вида Станиславовна Венцене (лит. Vida Vencienė; в девичестве Могенюте; род. 28 мая 1961, Утена, Литовская ССР) — советская и литовская лыжница, олимпийская чемпионка 1988 года. Заслуженный мастер спорта СССР (1988). Офицер ордена «За заслуги перед Литвой» (2008). Член Олимпийского комитета Литвы.
Выступала за Литву на Олимпийских играх 1992 и 1994 года, но не сумела подняться выше 11-го места ни в одной из гонок.
На Играх 2006 года была знаменосцем команды Литвы.
Чемпионка СССР 1985 в эстафете, 1987 — на 5 км, 1988 — на 10 км.